# Scotopteryx obscura
Scotopteryx obscura là một loài bướm đêm trong họ Geometridae.